# Bingelkräuter
Die Bingelkräuter (Mercurialis) sind eine Pflanzengattung innerhalb der Familie der Wolfsmilchgewächse (Euphorbiaceae). Die acht bis zehn Arten sind in Eurasien, mit einem Schwerpunkt im Mittelmeerraum verbreitet.

## Beschreibung

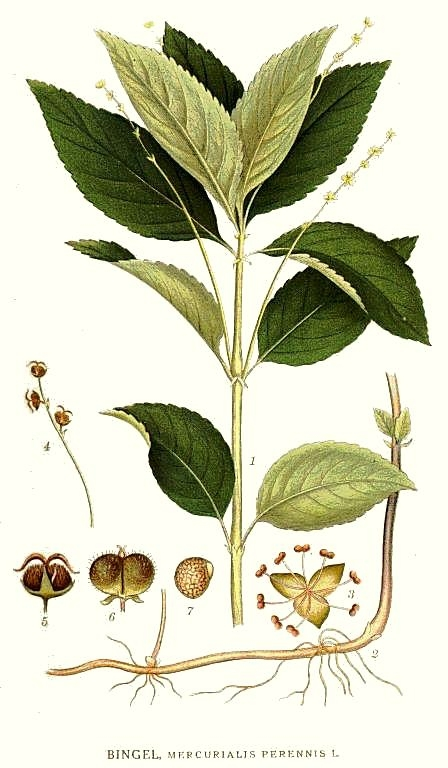
Illustration des Wald-Bingelkrauts (Mercurialis perennis)

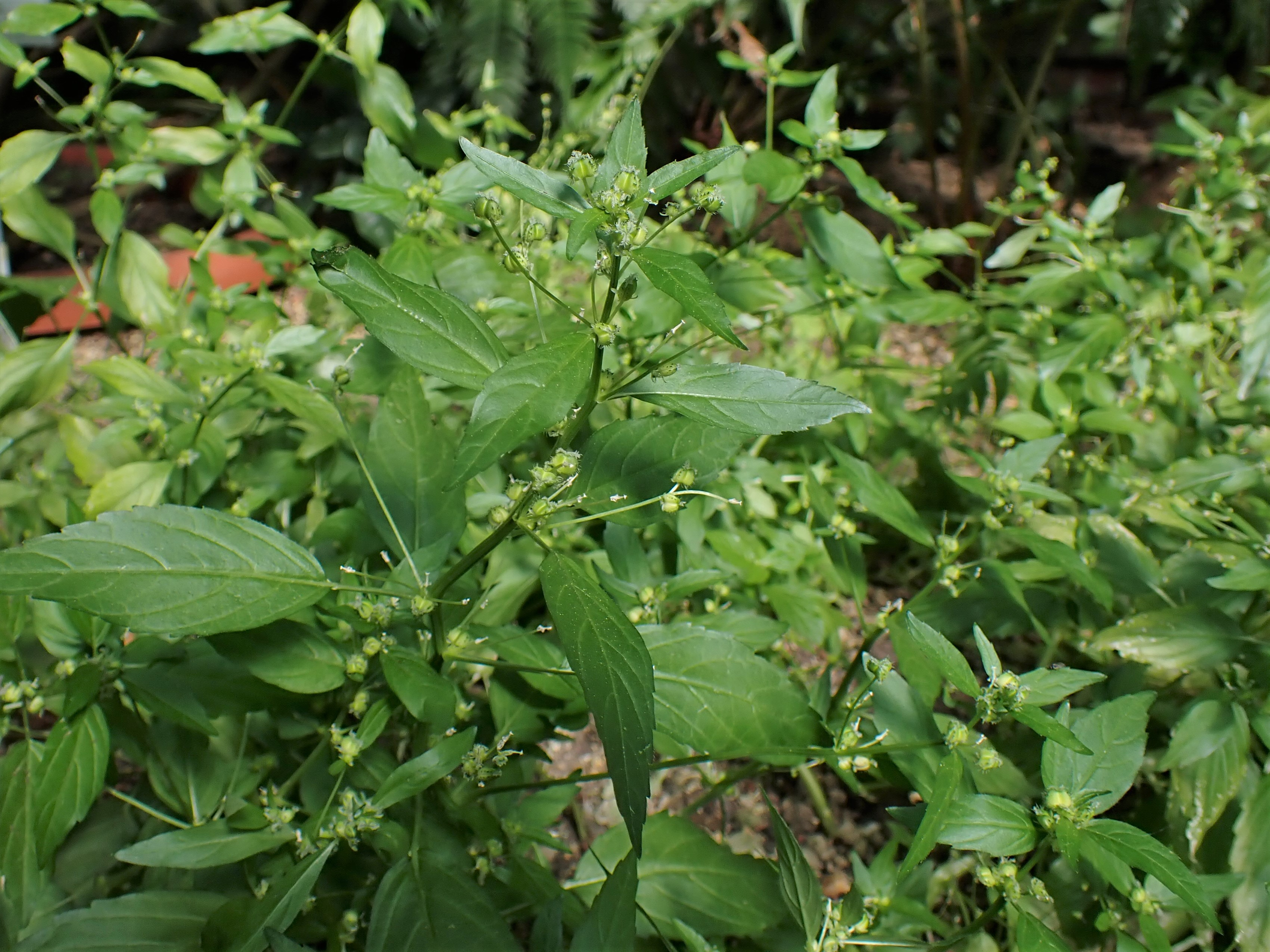
Mercurialis canariensis

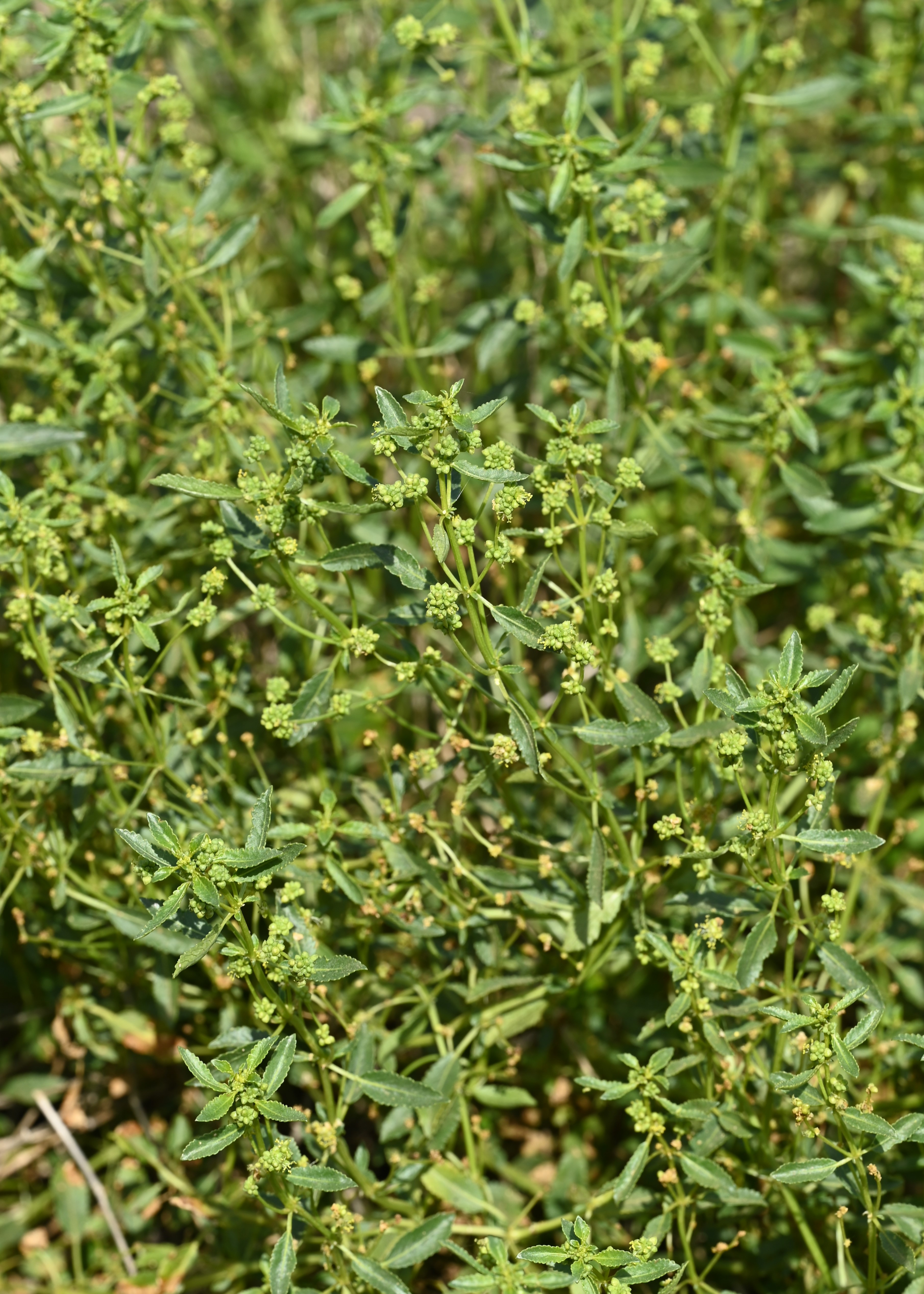
Mercurialis elliptica

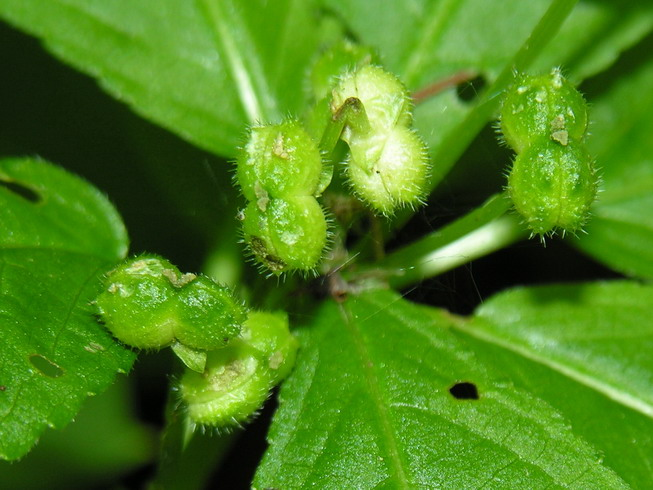
Junge Früchte des Wald-Bingelkrauts (Mercurialis perennis)

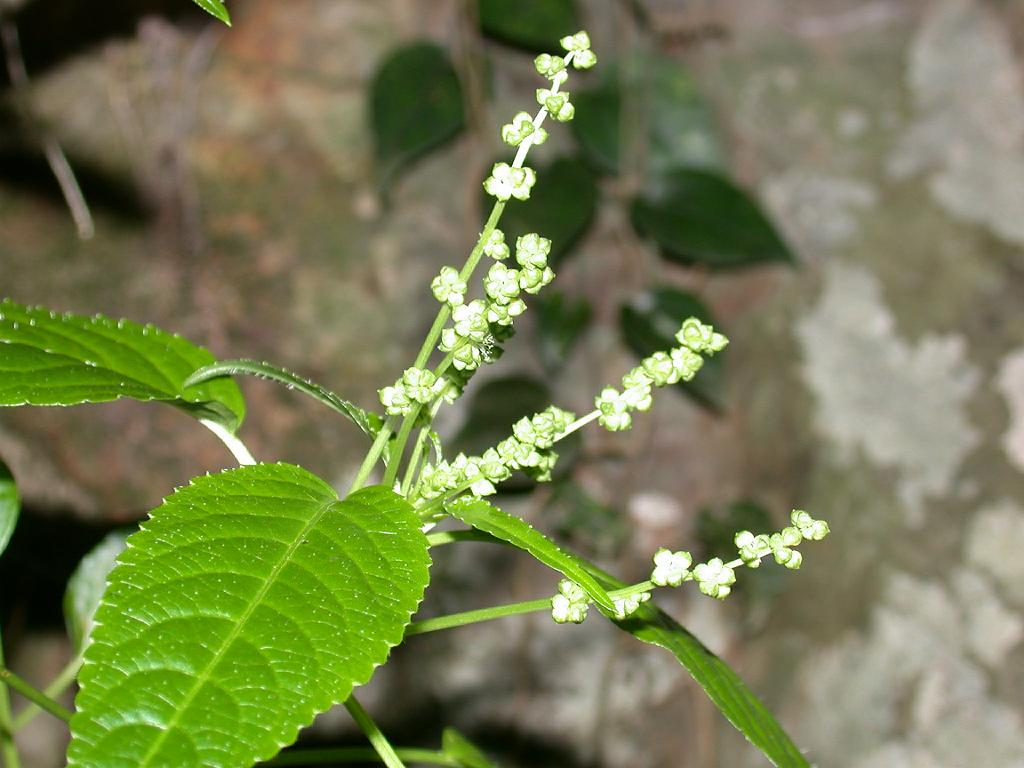
Mercurialis leiocarpa

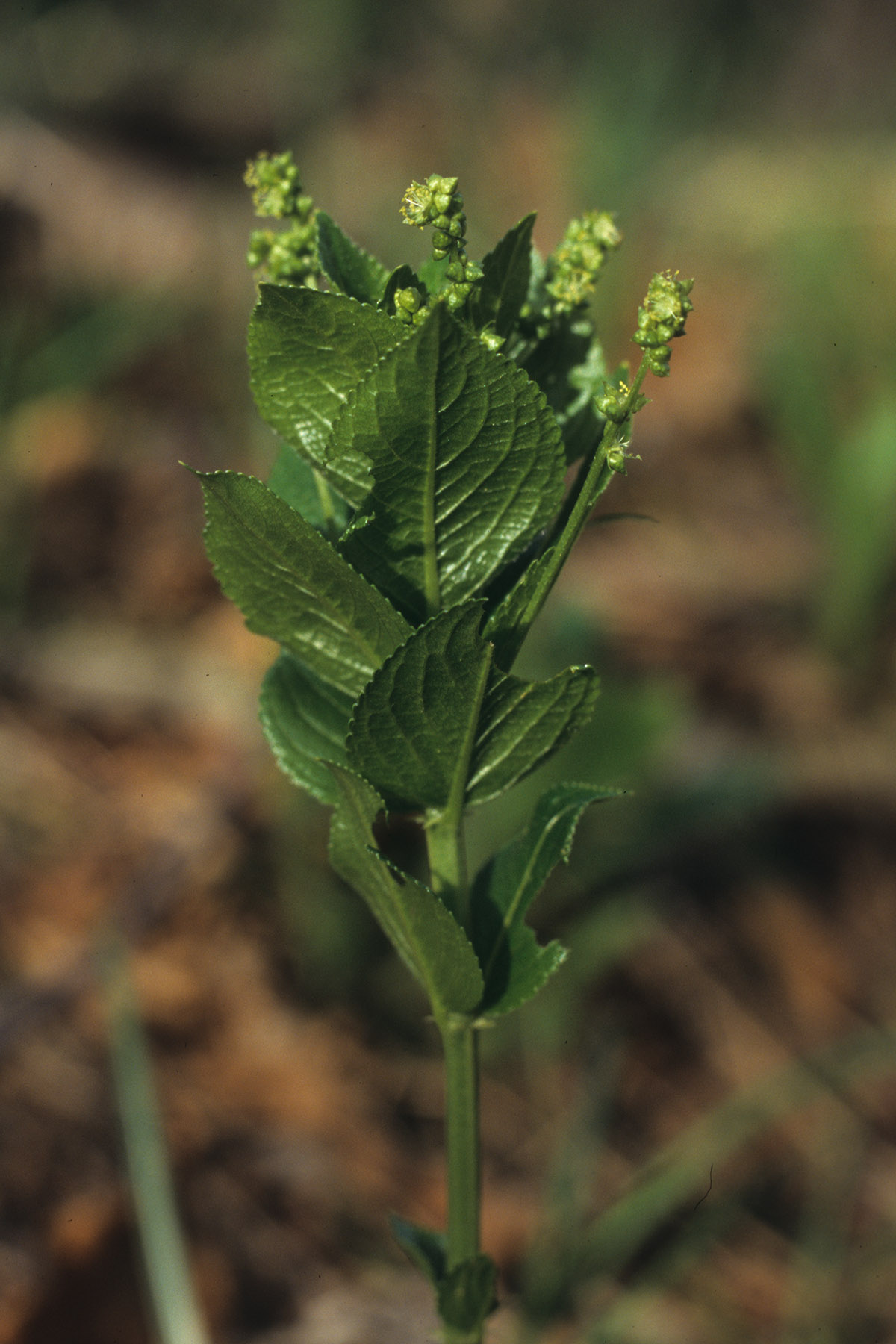
Eiblättriges Bingelkraut (Mercurialis ovata)

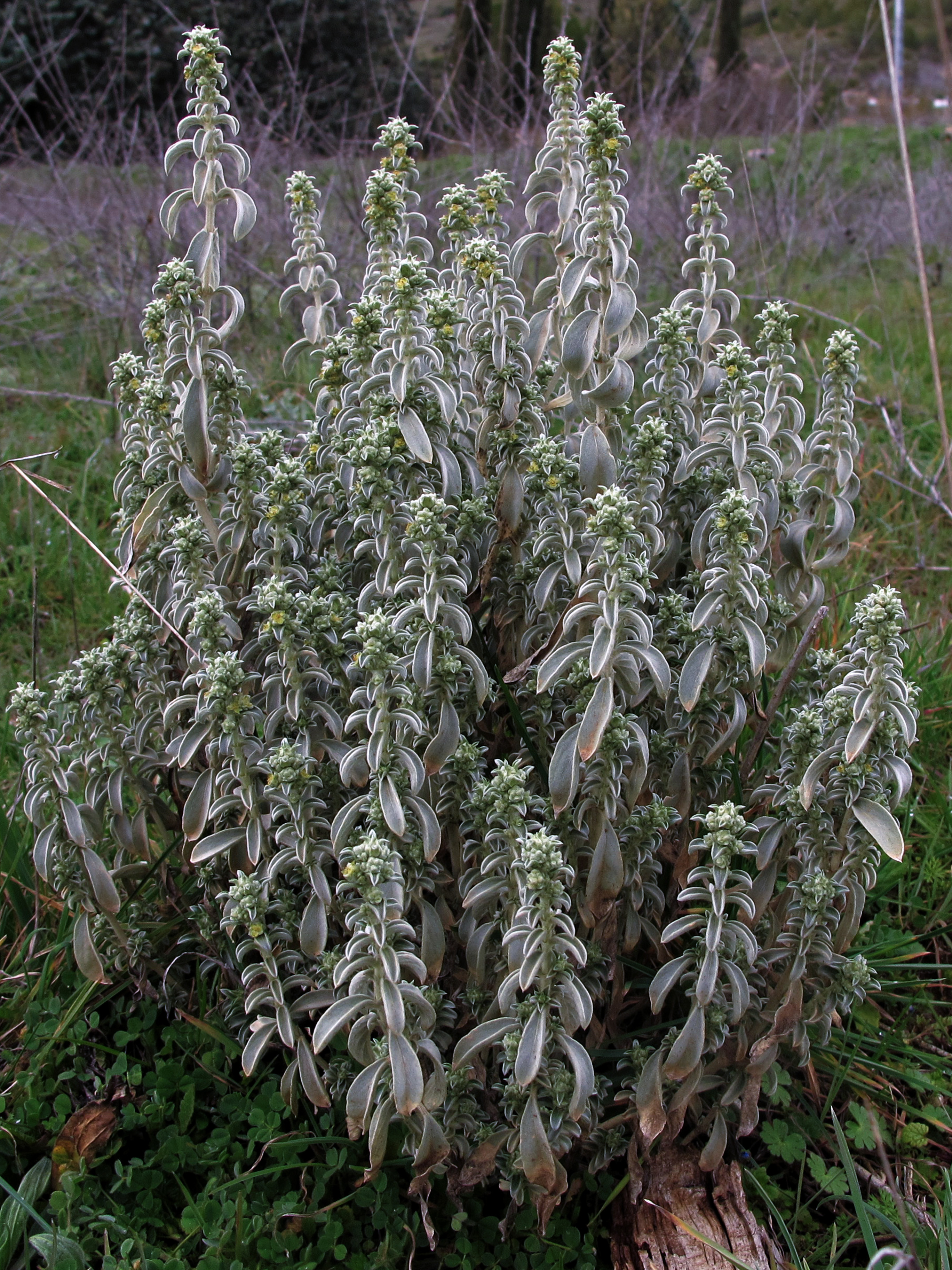
Filziges Bingelkraut (Mercurialis tomentosa)

### Vegetative Merkmale
Bei Bingelkraut-Arten handelt sich um einjährige oder ausdauernde krautige Pflanzen, seltener auch um verholzende Pflanzen, die keinen weißen Milchsaft enthalten. Die gegenständigen, ganzrandigen bis gezähnten Laubblätter sind je nach Art eiförmig bis -lanzettlich. An der Stielbasis können kleine Drüsen vorkommen. Oft sind bleibende Nebenblätter vorhanden.

### Generative Merkmale
Die meisten Mercurialis-Arten sind zweihäusig getrenntgeschlechtig (diözisch), selten sind sie einhäusig getrenntgeschlechtig (monözisch). Die männlichen Blüten stehen geknäuelt in blattachselständigen ährigen Blütenständen, die weiblichen Blüten stehen in Ähren oder in blattachselständigen Knäueln. Da die obersten Laubblätter oft etwas gedrängt stehen, überragen die Ähren sie allerdings meist weit, so dass der Eindruck von endständigen Ähren entsteht.
Die Blüten mit einfacher Blütenhülle, die Kronblätter fehlen, sind unauffällig grün oder gelblich-grün und haben nur einen drei- oder vierzähligen Blütenhüllblattkreis. Die männlichen Blüten besitzen meist acht bis 15, selten bis 20 Staubblätter. Die weiblichen Blüten enthalten außer dem oberständigen zwei- bis dreiteiligen Fruchtknoten, mit federigen Narbenästen, ein paar Staminodien oder, je nach Interpretation, längliche Diskuslappen.
Die zweilappigen Kapselfrüchte werden mit teils beständiger „Columella“ gebildet. Die Samen besitzen teils einen Arillus oder eine Caruncula.
Die Chromosomengrundzahl beträgt x = 8.

## Systematik und Verbreitung
Die Gattung Mercurialis wurde 1753 durch Carl von Linné in Species Plantarum, Tomus II, S. 1035 aufgestellt. Der wissenschaftliche Gattungsname Mercurialis leitet sich vom römischen Gott Mercurius ab, der der Sage nach die Heilkräfte der Pflanze entdeckt haben soll. Synonyme für Mercurialis L. sind: Cynocrambe Hill, Discoplis Raf., Synema Dulac.
Die Gattung Mercurialis gehört zur Subtribus Mercurialinae aus der Tribus Acalypheae in der Unterfamilie Acalyphoideae innerhalb der Familie Euphorbiaceae.

### Arten und ihre Verbreitung
Die meisten Mercurialis-Arten kommen im westlichen Mittelmeerraum vor, zwei bis drei Arten im gemäßigten Europa (Mercurialis annua, Mercurialis perennis und Mercurialis ovata), und eine Art (Mercurialis leiocarpa) ist in Süd- und Ostasien verbreitet.
Die Gattung Mercurialis enthält je nach Autor acht bis zehn Arten:
- Einjähriges Bingelkraut (Mercurialis annua L., Syn.: Synema annuum (L.) Dulac, Discoplis serrata Raf., Mercurialis ambigua L. f., Mercurialis ciliata C.Presl, Mercurialis ladanum Hartm., Mercurialis monoica (Moris) B.M.Durand, Mercurialis pinnatifida Sennen, Mercurialis tarraconensis Sennen, Mercurialis annua subsp. ambigua (L. f.) Arcang., Mercurialis annua var. ambigua (L. f.) Duby, Mercurialis annua var. angustifolia Gaudin, Mercurialis annua var. camberiensis Chabert, Mercurialis annua var. capillacea Guépin, Mercurialis annua var. dioica Moris, Mercurialis annua var. laciniata Müll.Arg., Mercurialis annua var. monoica Moris, Mercurialis annua var. transsylvanica Schur, Mercurialis annua var. variegata Löhr) Sie kommt in Makaronesien, Süd- und Mitteleuropa und im Mittelmeerraum bis zur Arabischen Halbinsel vor.[1][4]
- Mercurialis canariensis Obbard & S.A.Harris: Sie kommt nur auf den Kanarischen Inseln vor.[4]
- Mercurialis corsica Coss. & Kralik: Sie kommt nur auf Korsika und Sardinien vor.[4]
- Mercurialis elliptica Lam.: Sie kommt nur auf der südlichen Iberischen Halbinsel und in Marokko vor.[4]
- Mercurialis huetii Hanry (Syn.: Mercurialis annua var. huetii (Hanry) Müll.Arg., Mercurialis annua subsp. huetii (Hanry) Lange, Mercurialis ovata subsp. huetii (Hanry) Nyman): Sie kommt nur vom südöstlichen Frankreich bis nordöstlichen Spanien und in Marokko vor.[4]
- Mercurialis leiocarpa Siebold & Zucc. (Syn.: Mercurialis transmorrisonensis Hayata, Mercurialis leiocarpa var. transmorrisonensis (Hayata) H.Keng, Mercurialis leiocarpa var. trichocarpa W.T.Wang): Sie ist in China, Bhutan, im nordöstlichen Indien, in Nepal, im nördlichen Thailand, in Korea und in Japan verbreitet.[4]
- Eiblättriges Bingelkraut (Mercurialis ovata Sternb. & Hoppe, Syn.: Mercurialis perennis var. ovata (Sternb. & Hoppe) Müll.Arg.,Mercurialis perennis subsp. ovata (Sternb. & Hoppe) Celak., Mercurialis livida Port. ex Baumg., Mercurialis ovata var. livida (Port. ex Baumg.) Nyman): Es kommt in Mittel-, Ost- und Südosteuropa, in der Türkei, im westlichen Syrien sowie im Kaukasusraum vor.[4] Es kommt in Deutschland nur in Bayern im Donaugebiet vor; sonst in Mitteleuropa findet es sich zerstreut in Tirol, Kärnten, Niederösterreich, der Steiermark und im Burgenland, in der Schweiz in Graubünden, in Tschechien und in Südtirol.[6]
- Wald-Bingelkraut (Mercurialis perennis L., Syn.: Synema perenne (L.) Dulac, Mercurialis cynocrambe Scop., Mercurialis nemoralis Salisb., Mercurialis sylvatica Hoppe, Mercurialis longifolia Host nom. illeg., Mercurialis perennis var. brachyphylla Willk., Mercurialis alpina Schur, Mercurialis perennis var. subalpina Schur, Mercurialis perennis subvar. sylvatica (Hoppe) Nyman, Mercurialis sylvestris Bubani) Sie kommt in Mitteleuropa und im Mittelmeerraum bis in den nördlichen Iran vor.[4]
- Mercurialis reverchonii Rouy (Syn.: Mercurialis annua var. serratifolia Ball, Mercurialis serratifolia (Ball) Pau, Mercurialis reverchonii var. riatarum Maire, Mercurialis reverchonii var. serratifolia (Ball) Maire): Sie kommt nur im südwestlichen Spanien und in Marokko vor.[4]
- Filziges Bingelkraut (Mercurialis tomentosa L., Syn.: Mercurialis sericea Salisb.): Es kommt in Südwesteuropa vor.[4]

Es gibt die Naturhybriden:
- Mercurialis ×longifolia Lam. = Mercurialis annua × Mercurialis tomentosa[4]
- Mercurialis ×paxii Graebn. = Mercurialis ovata × Mercurialis perennis:[4] Diese Hybride kommt in Bayern im Donaugebiet und in Österreich um Wien vor.[6]

### Namensherkunft und weitere Trivialnamen
Der deutsche Trivialname Bingelkraut stammt vermutlich von Bunge=Knolle bzw. Bingel=Hoden und bezieht sich auf die stachelig-haarigen Früchte, die oft paarweise stehen. Man findet es auch unter den Volksnamen Schuttbingel, Wintergrün, Hundskohl sowie Büngelkraut.

## Heilwirkung
Bingelkraut-Arten finden kaum noch als Heilpflanze Verwendung. Ihre abführende Wirkung ist belegt.

## Giftigkeit
Einzig dem Wald-Bingelkraut wird eine leichte Giftigkeit zugeschrieben. Der höchste Wirkstoffgehalt wird bei der Fruchtreife erreicht. Vergiftungen beim Menschen sind kaum möglich. Aufgrund dessen, dass Tiere größere Mengen mit Nahrung aufnehmen, reagieren Pferde, Schweine oder Wiederkäuer eher sensibel.